# Marc Ellis
Marc Christopher Ellis (Wellington, 8 de octubre de 1971) es un exjugador Neozelandés de rugby que se desempeñaba como wing. Actualmente es un empresario y presentador de deportes en su país.
Marc Ellis tiene el récord de más tries anotados en un solo partido de Copa Mundial; con seis ante Japón en fase de grupos en el Mundial de Sudáfrica 1995.

## Carrera
Ellis debutó en primera a la edad de 19 años con la provincia de Otago RFU, donde jugó hasta 1995. Una vez finalizado el Mundial de Sudáfrica 1995, por la frustración de la derrota final, Ellis abandonó el rugby union para jugar profesionalmente rugby league. Luego de dos años decidió regresar al rugby 15, jugando para North Harbour RU. Demostró seguir siendo lo suficientemente habilidoso para ser contratado profesionalmente por los Blues del Super Rugby, jugó una temporada (1999) y al finalizar su contrato fue adquirido por los Highlanders, se retiró al acabar la temporada.

## Selección nacional
Ellis fue convocado en 1992 a los All Blacks para enfrentar un combinado sudafricano-australiano. Su debut en un partido oficial fue en Edimburgo ante Escocia en 1993, una semana después jugó contra el XV de la Rosa y luego frente a los Barbarian F.C.
En 1994 no fue convocado al equipo nacional debido a una lesión. En total jugó 13 partidos, siendo 8 oficiales.
Fue preseleccionado para disputar la Copa Mundial de 1999 pero fue descartado en la convocatoria final.

### Participaciones en Copas del Mundo
Solo disputó un mundial, el de Sudáfrica 1995 donde los All Blacks que eran claros favoritos por el tremendo desempeño en el torneo, fueron alcanzaron el subcampeonato al ser derrotados en la final por el local; los Springboks. Ellis fue el máximo anotador de tries junto a su compañero Jonah Lomu con siete.
| Mundial                       | Sede      | Resultado  | PJ | Tries |
| ----------------------------- | --------- | ---------- | -- | ----- |
| Copa Mundial de Rugby de 1995 | Sudáfrica | Subcampeón | 5  | 7     |